# End of You
End of You är ett finländskt alternativ rock/gothic metal-band från Helsingfors som grundades 2003 av Jami Pietilä (sång). Bandet har hittills släppt tre studioalbum och i senare tid ett antal singlar som fått positiv respons både lokalt och på europeisk nivå.

## Medlemmar

### Nuvarande
- Jami Pietilä – sång (2003–idag)
- Jani Karppanen – gitarr (2003–idag)
- Joni Borodavkin – keyboard (2003–idag)

### Tidigare medlemmar
- Marko Borodavkin – bas (2009–2017)
- Timo Lehtinen – bas (2003–2009)
- Mika Keijonen – trummor (2004–2008)
- Rami Kokko – trummor (2003–2004)
- Otto Mäkelä – trummor (2009–2010)
- Heikki Sjöblom – trummor (2010–2011)

## Diskografi
- Walking With No One (Demo) - 2004
- Unreal (Album, Spinefarm) - 2006
- Mimesis (Album, Spinefarm) - 2008
- Remains of the Day (Album, Playground Music) - 2010

### Singlar
- "Walking With No One" (2006)
- "Upside Down" (2006)
- "You Deserve More" (2008)
- "Star Parade" (2010)
- "Just Like You" (2011)
- "Drift Away" (2013)
- "Stay" (2017)
- "Soul Eater" (2018)
- "Bird on the Wire" (2018)
- "Tyhjä Maa" (2019)
- "Ikuisessa meressä" (2020)
- "Aika" (2020)
- "Too Far Apart" (2025)